# Красивая кожа
«Краси́вая ко́жа» (др.-сканд. Fagrskinna) — королевская сага о истории Норвегии IX—XII веков, написанная приблизительно в 1220 году. Будучи прямым источником для «Круга земного» Снорри Стурлусона, «Красивая кожа» является центральной в цикле королевских саг. Она описывает национальную историю Норвегии начиная с истории Хальвдана Чёрного до Битвы в Ре в 1177 году. В «Красивой коже» широко используется поэзия: многие памятники скальдической поэзии сохранились только здесь. Значительное внимание в своде уделено битвам, таким как Битва при Хьёрунгаваге и Битва при Свольдере.
Своё название свод получил от одной из рукописей с копией текста. Сам оригинал «Красивой кожи» сгорел при пожаре, но сохранился в списках. Считается, что «Красивая кожа» написана в Норвегии исландцем или норвежцем. Наряду с использованием поэзии скальдов и устных традиций, автор во многом полагался на тексты королевских саг.

## Издания
- Ágrip af Nóregskonungasogum: Fagrskinna — Nóregs konunga tal. — под ред. Бьярни Эйнарссуна // Рейкьявик, 1984.
- Fagrskinna. Nóregs Kononga Tal. — под ред. Финнура Йонссона // Копенгаген, 1902-3.

PDF файл с сайта septentrionalia.net
- Fagrskinna. Kortfattet Norsk Konge-saga. — под ред. П. А. Минха и С. Р. Унгера // Христиания, 1847.

Сканированная версия с сайта sagnanet.is
Google Books Oldnorsk læsebog (1847)
- Fagrskinna: A Catalogue of the Kings of Norway. — Элисон Финалей // Лейден, Издательство Брилля, 2004. ISBN 90-04-13172-8 (Написана на основе издания Эйнарссуна 1984 года)